# Émile de la Rüe
Pour les articles homonymes, voir De La Rue (homonymie).
Émile de la Rüe né en 1802 à Genève et mort le 10 septembre 1870 à Vérone est un banquier genevois.

## Biographie
Émile est le fils de Jean. La famille de la Rüe, originaire de Lessines en Flandre, est une importante famille du milieu financier de Genève ayant des relations avec de nombreuses banques européennes. Les de la Rüe ouvrent une banque à Gênes et Camillo Cavour devient l'ami d'Émile. Ils administrent aussi les biens des de Sellon, la famille de la mère de Cavour. Émile devint le conseiller personnel de Cavour dès 1844,.
À Gênes, il lie connaissance avec le romancier Charles Dickens (1812-1870), avec lequel il entretiendra par la suite une correspondance. Dickens se livrera sur l'épouse de la Rüe, Augusta (née Granet), à des tentatives de guérison de divers symptômes nerveux par les méthodes du mesmérisme qui lui avaient été enseignées par son médecin, John Elliotson.
Émile de la Rüe meurt de la Variole à Vérone, de retour d'un voyage à Venise.

## Sources
1. 1 2  Amédée Bert, Préface de « Nouvelles lettres inédites » de Camilio Benso, Comte de Cavour, L. Roux et Cie (1re éd. 1889) (lire en ligne)
2. ↑  « Cavour e i banchieri », sur Banca Popolare Pugliese (consulté le 13 avril 2011)
3. ↑  (it) Rosario Romeo, Vita di Cavour, Bari, Laterza, 2004 (1re éd. 1984) p=26
4. ↑  (en) Steve Connor, « All I believed is true: Dickens and the mesmerism system », sur Birkbeck University of London (consulté le 14 mai 2014)